# Подліс (Бєлгородська область)
Подліс (рос. Подлес) — хутір у Красногвардєйському районі Бєлгородської області Російської Федерації.
Населення становить 26  осіб. Входить до складу муніципального утворення Палатовське сільське поселення.

## Історія
Населений пункт розташований у східній частині української суцільної етнічної території — східній Слобожанщині.
Згідно із законом від 20 грудня 2004 року № 159 від 20 грудня 2004 року органом місцевого самоврядування є Палатовське сільське поселення.

## Населення
| 2002 | 2010 |
| ---- | ---- |
| 50   | ↘26  |